# Dudzicze
Dudzicze est une localité polonaise de la gmina rurale de Dębnica Kaszubska située dans le powiat de Słupsk en voïvodie de Poméranie. Elle se trouve à environ 14 km au sud-est de Słupsk et 96 km à l'ouest de la capitale régionale Gdańsk. Le nom officiel actuel de la localité est un nom artificiel créé par la Commission des noms de lieux et d'objets physiographiques.

## Le nom
Le nom de la localité est un nom de baptême et a un caractère pseudo-aléatoire. Il a été créé en ajoutant le formant *-je au nom de personne Dudzik. Le nom allemand original Phillippinenhof, mentionné pour la première fois en 1863, est de nature commémorative et est un composé de deux éléments : le nom de personne Phillippine « Filipina » et le nom commun Hof « homestead, farmtead ».
Le Conseil de la langue cachoube propose une forme cachoube basée sur le polonais pour le nom Dudzëczé.

## Géographie

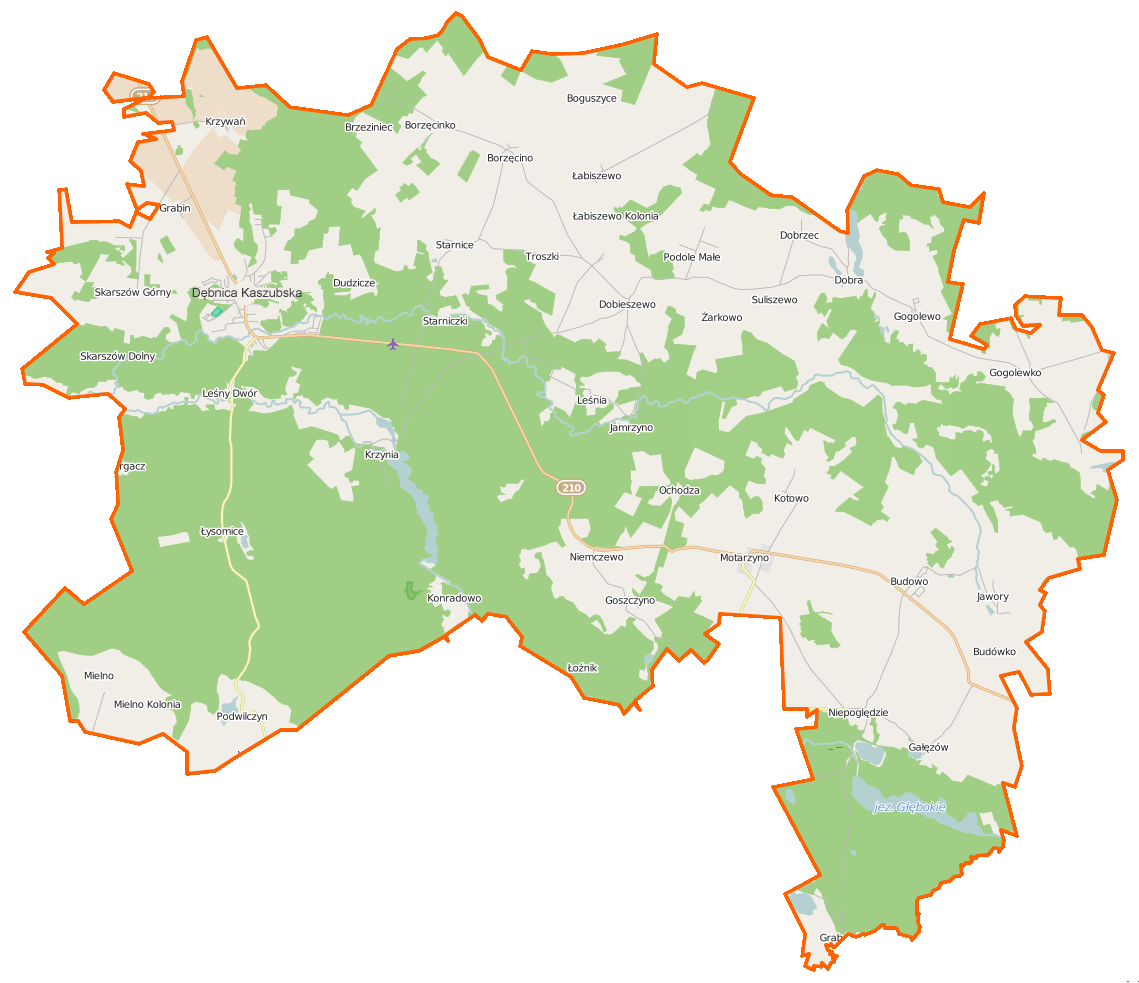
Carte de la gmina de Dębnica Kaszubska.